# Eternitas, akciové továrny dehtových výrobků a krycích hmot Hradec Králové
Eternitas, akciové továrny dehtových výrobků a krycích hmot byla firma, jež vznikla v roce 1921 v Hradci Králové, kde měla svoji ústřední kancelář, ale ne výrobní závody.

## Historie
V lednu 1921 schválilo ministerstvo vnitra zřízení a stanovy této společnosti. Její ustavující valná hromada v zastoupení celého akciového kapitálu v hodnotě 2 500 000 Kč se konala 9. ledna 1921. Do správní rady byli zvoleni královéhradecký továrník Aug. Kummer, prezident České banky v Praze Boh. Rosenkranz, šéf firmy Barta a Tichý v Praze Rudolf Barta, ředitel České banky v Praze Jan Balichar, ředitel Obchodní akademie v Hradci Králové JUDr. Fr. Zachoval a společník firmy Bäumler a Bittner v České Třebové Josef Bittner. Své sídlo - ústřední kancelář - měla společnost v Jiříkově třídě čp. 254.
Firma od počátku prosperovala a o její výrobky (azbestocementová břidlice, lepenka na střechy, dehet, asfalt, karbolinem, dřevocement, dehtuprostá lepenka Eternolit, hygienické podlahy pro stáje Harrizit) byl velký zájem. Sama držela několik patentů v této oblasti. Své výrobky mnohokrát vystavovala a předváděla na různých akcích, např. 3.-17. června 1934 se zúčastnila II. Orientačního trhu obchodu, živností a průmyslu v Hradci Králové pod protektorátem městské rady královéhradecké, 5. července - 11. srpna 1935 Krajinské výstavy v Nové Pace pořádané městskou radou zastoupenou výstavním výborem.
Problémy přinesla až světová hospodářská krize, kterou však společnost ve zdraví přečkala, pokud nepočítáme úmrtí technického ředitele ing. Františka Borovičky 12. června 1926. V roce 1931 splynula s Továrnou na asbestolit, s. r. o. Většinu svých finančních prostředků vždy věnovala do rozvoje, neboť např. v roce 1930 činila dividenda 7 % a za rok 1935 ji vůbec nevyplácela. Ve 30. letech také spolupracovala s armádou, čehož příkladem může být zadání pokrývačských prací při stavbě vojenského tábora ve Stašicích v roce 1934.
Přežila i dobu německé okupace, kdy byl jejím ředitelem Karel Štícha, přičemž měla závody v Častolovicích (původně Kummer & Zöllner, chemická továrna dehtových výrobků s. r. o.) a Moravské Ostravě (původně továrna na asbestolit). Během 2. světové války byl azbest považován za strategickou surovinu. Eternitové výrobky tak byly vyráběny omezeně nebo jejich výroba byla zcela zastavena. Náhražkou azbestu se pro firmu staly kamenouhelná dehtová smola a dřevocement. Tehdy se firma mohla orientovat jen na export do Německa a na domácí trh, např. roku 1943 opravila střechu domu čp. 146. 27. října 1945 byla firma znárodněna zestátněním, protože se její majitelé prohřešili proti národní cti. Později byla začleněna do Eternitových závodů, národního podniku Praha.